# Srečna mladina
Srečna mladina je bila slovenska alternativna glasbena skupina, nastala leta 1993 v Ljubljani, imenovana po skladbi slovenske punkovske skupine Niet. 
Nastala je kot osnovnošolska punk skupina. Svoj prvi koncert je odigrala na OŠ Vita Kraigherja. Z menjavami članov skupine se je postopoma spreminjala tudi zvrst glasbe, ki jo je igrala. Izdala je sedem studijskih plošč, en EP ter dvanajst videospotov, njena glasba pa je bila uporabljena v številnih filmih in predstavah. Za svoje delo je prejela več nagrad. 

## Zgodovina

### Začetki inEko alter(1993–95)
1993. Prva zasedba Srečne mladine se pojavi leta 1993 v Ljubljani. Ime prevzame po pesmi legendarnega slovenskega punk banda Niet in punk je smer, ki jo takrat igrajo. Originalna postava je: Vlado Mihajlovič - kitara, Jure Pohleven - kitara, Janez Prašnikar - bas, Miha Majcen - bobni in Jure Fortuna - vokal. Prvi koncert imajo na OŠ Vita Kraigherja, skupina pa v tem času deluje bolj za zabavo kot kaj drugega.
1994. V juniju se tri dni (takorekoč naključno) pred koncertom v Kud-u France Prešeren zbere nova Srečna Mladina, Vlado Mihajlovič na basu/kitari, Tomi Demšer na bobnih, Marjan Sajovic na kitari/vokalu in Matjaž Smolinsky na vokalu/basu. Do koncerta sestavijo tri komade in uspešno ' debitirajo'. Dan kasneje se vloge na inštrumentih malce pomešajo, bendu se pridruži Andrej Zavašnik z bobni, Tomi se prestavi na bas. V tej zasedbi ostanejo eno leto in odigrajo dober ducat koncertov, ter posnamejo svoje prve (demo) posnetke na Radiu Študent.
1995. Spet spremembe. Sajovic in Demšer gresta v vojsko, maja, ko prideta iz nje, pa je bend samo še trio: Mihajlovič, Zavašnik in Demšer, ki poleg basa prevzame še mikrofon. Poleti začnejo pripravljati material, avgusta pa se jim pridruži Tim Kostrevc (takrat še član funk-metal benda Left Egg) s saksofonom. Glasba začne postopoma uhajati punk okovom in počasi preide v bolj pop-punk-rock vode. Septembra posnamejo demo, ki januarja 1996 izide na kaseti pod imenom Eko alter (tenstan krumpir je kul); snema in miksa Žare Pak (ki je, kot se je kasneje zvedelo, imel prste zraven tudi pri neki plošči Niet-ov). Bend nato kaseto, kolikor je to mogoče, promovira na prizoriščih širom Slovenije. Kasete, mimogrede, ni več mogoče dobiti.

### Slovo punku, Dado Sheik inĐa balkan rasa(1996–2000)
1996. Maja novi član postane Tadej Markelj alias Dado Sheik na vokalu, sicer član takratne rap zasedbe Garbage Enemy (od koder se kasneje rekrutira tudi Matjaža Koširja alias M. Animal, ki pomaga s svojimi snemalnimi, manedžerskimi in bobnarskimi sposobnostmi). S tem postaja vedno bolj jasno, da se fantje počasi poslovljajo tudi od t. i. eko-altra. Glasba je v tem trenutku nekakšna rap-psiho-jazz-metal mešanica (kot jo sami poimenujejo).
1997. Srečna mladina končno nastopi tudi na 'prestižnem' Novem rocku, prejme obilo pozitivnih kritik (z izjemo Marjana Ogrinca), ter posname naslednjo ploščo Đa Balkan Rasa. Ta, z zamudo kakopak, izide 27. februarja 1998. Na njej kot kitarist gostuje tudi kasnejši član Peter Dekleva (takrat še član skupin Rože in Fetlock). Ploščo snema Maži, miksa pa jo zopet Žare. Izdelek kritike pusti bolj ali manj hladne, skupina pa začenja dobivati bolj underground občinstvo.
1998. Januarja 1998 Srečna mladina prvič nastopi v tujini, v avstrijskem Kirchberg-u, marca pa dobre nastope krona z nagrado Maršev Gojzar za »debitante« leta. Postane tudi zadnji bend, ki ja igral na Zgaga festivalu. Julija se še drugič odpravi v tujino, tokrat v Bugojno (BiH), in tam kot predstavnik Slovenije nastopi na festivalu »Skup rokera bivše Jugoslavije«. Oktobra izide kompilacija Drž'te jih! To niso Niet!!!, kamor ima skupina čast prispevati priredbo pesmi, po kateri je dobila ime.
1999–2000. Med čakanjem na založbo skupina postaja manj aktivna, zato ostaja več prostora za druge projekte. Zava igra z bendoma Skor in Trije puhalci, posname tudi bobne za plošči Raj ansambla Prisluhnimo tišini in Nothing's safe kolektiva Very Used Artists; Peter igra v spremljevalnem bendu Tinkare Kovač, nekaj časa tudi Anike Horvat, in v bendih Sausages in Good Stuff; Tim sem ter tja gostuje (Rambo Amadeus, Siti hlapci); Vlado se bolj posveča gibanju Street Explosion; Dado pa deluje s skupinama Skate Posers in Happy Generated People… Marca in aprila '99 Vlado, Zava in Peter odigrajo slovensko turnejo z beograjskim raperjem Voodoo Popeye-om (kot nj. spremljevalni bend), ki požanje zelo dobre kritike. Vendar pa se še vedno z nobenim založnikom ne uspejo dogovoriti za naslednji izdelek. Zadnji koncert pred začasnim nenastopanjem Srečna mladina odigra 24. septembra 2000.

### Spremembe postave, odhod Demšerja,Srečna mladina.in10. letnik(2001–04)
2001–2002. Decembra 2000 bend zapusti Dado Sheik. Ostali člani ne odnehajo, od januarja do maja 2001 intenzivno vadijo, ustvarjajo nove melodije, vmes pa nekajkrat gostujejo z živo kulisno glasbo v predstavi »Krst pri šestici« Dejmo stisn't teatra. V zaklonišče, kjer vadijo, začnejo prihajati klaviature, tolkala ipd. - in zvok se spet spreminja. Julija se odpravijo v studio, kjer posnamejo 13 kompozicij, nekaj neposnetih še iz časov Dadota v novi preobleki, nekaj povsem novih. Snema Rok Podbevšek, do januarja 2002. leta pa se posnetki miksajo pod taktirko Julija Zornika, ki debitira kot producent. Aprila luč sveta zagleda videospot Pop - Muzik, maja 2002 se po skoraj dveh letih nenastopanja začne promocija nove plošče z/brez imena Srečna mladina. Junija bend zapusti dotedanji basist Tomi Demšer, zamenja ga Anže Langus, spremljevalni basist Tinkare Kovač, član projekta Half Naked, studijski glasbenik za različne izvajalce (Sestre, Make Up 2, ...), nekoč član Babewatch. Z novim nabojem Srečna mladina poleti odigra na nekaj festivalih, jeseni pa na klubskih prizoriščih. Konec leta tv mlinčke zadene drugi spot za skladbo T.t.r., t.t.r., t.t.r.
2003. Leto 2003 se začne zelo produktivno, skupina koncertira po različnih koncih Slovenije. Junija skupino zadene glasbena nagrada Bumerang za prodor leta, kmalu zatem pa sveta luč zagleda tretji - finalni spot iz zadnje plošče z imenom Roller-roller - v živo iz placa, kjer vadijo. Od avgusta naprej se začne v studiu 100 s producentom Julijem Zornikom pripravljati material za mini-ploščo posvečeno 10. obletnici benda, vmes pa odigrajo koncerta v BiH in SiČG.
2004. Aprila 2004 basist Anže Langus zaradi časovne prezaposlenosti zapusti skupino, nadomesti ga Gašper Gantar (Escape, Obduction). 28. junija izide nova plošča 10. letnik in videospot za skladbo Bob'Street. Plošča vsebuje 7 skladb, priredb iz 50-ih in 60-ih let, ter priredbe lastnih komadov iz prejšnje/naslednje plošče in 35 minutni dokumentarec o prvih desetih letih. 2. oktobra skupina odigra svoj prvi kao VELIKI koncert v Cvetličarni Media Park.

### Listen to Srečna mladina, obdobje filmov in odhod Kostrevca (2005–09)
2005. Februarja 2005 se Srečna mladina odpravi v studio Jork v Dekane, kjer s snemalcem Grantom Austinom posname glasbo, ki 16. aprila izide pod imenom Listen to Srečna mladina. Gre za soundtrack istoimenskega skate filma Jake Babnika. Sledi promocija plošče po Sloveniji in bivši Jugi, oktobra pa spot za skladbo Humus Sapiens. Bend sodeluje na dveh kompilacijah - 'Pankrti '06' (Sistem svobode) ter '15. letnica Big Foot Mame v živo' (Pingvin).
2006. Leto 2006 je očitno tudi obdobje obiskov 'vizualnih festivalov', v vseh pomenih sintagme. Jure Engelsberger in Rajko Bajt na Binealu dobita nagrado za ovitek 10. letnik. Na Festivalu neodvisnega filma Jaka Babnik dobi priznanje za kamero in zvok za LTSM. Luč sonca ugleda in tudi dobi nagrado za igrani film na Festivalu 600 kratek film 'V Avtu' avtorjev Videokluba, ki vsebuje skladbi 'Organophobia' in 'Bob'Street'. Srečna mladina gostuje na Trieste film festivalu in na festivalu animiranega filma Animateka.
2007–2009. Leta 2007 skupina nekajkrat nastopi v tujini in se pripravlja na novo ploščo. 31. decembra 2008 v Ljubljani na odru pred Križankami pri -15 stopnijah skupina odigra zadnji koncert s Timom Kostrevcem. Hkrati je to tudi zadnji živi nastop pred promocijskim koncertom za naslednjo ploščo. Marca 2009 Tim Kostrevc zapusti skupino, ostali člani pa nadaljujejo s kreiranjem materiala za novo ploščo.

### ... pa srečno v prihodnosti, era predstav,Navajeni na šokin odhod Dekleve (2010–14)
2010. V začetku leta se začne v prostoru za vaje (za to priložnost poimenovanem Studio Codelli) 14-dnevno snemanje nove plošče, ki 13. maja (neuradno) izide pod imenom '... pa srečno v prihodnosti!' (produkcija: Srečna mladina in Julij Zornik; mix: Julij Zornik, mastering: Gregor Zemljič). 25. maja (nekdanji Dan mladosti) na promocijskem koncertu ob uradnem izidu plošče na letnem vrtu Gala hale (AKC Metelkova mesto) skupina predstavi tudi prvi videospot za skladbo 'Še ena snežna kepa' (režira Benjamin produkcija - Anže Verdel in Gregor Andolšek). V tem letu odigrajo tudi nekaj promocijskih koncertov, med drugim tudi na festivalu Lent v Mariboru.
2011. Plošča na festivalu TRESK prejme 1. nagrado za najboljši design slovenskih plošč v letu 2010 (vizualno podobo izdelal Ivian Kan Mujezinović). Leto je posvečeno nastopom po klubih in festivalih. Med drugim meseca junija odigrajo tudi 4 koncerte na Slovaškem, kamor jih povabi slovaška skupina Chiki liki tu-a. Poleg lastnih koncertov redno gostujejo v gledališki predstavi 'To so Gadi' ŠODR teatra (premiera aprila), ki jo po legendarnem slovenskem filmu režirala Tijana Zinajić, Srečna mladina pa v predstavi v živo izvaja glasbeno podlago. Odigrano je bilo več kot 30 ponovitev, predstava pa je še vedno na rednem repertoarju (maj 2013).
2012. Število koncertov se občutno zmanjša, kljub temu pa skupina odigra nekaj koncertov v tujini (npr. Slovaška - festival Vrbovske Vetry; Hrvaška (Osijek) - festival Pannonian Challenge XIII). Poleti v Fiesi v sodelovanju s ŠODR teatrom prične s pripravami na novo avtorsko predstavo pod taktirko režiserja Dejana Spasića. Z delom na materialu nadaljuje v Ljubljani in 8. decembra predstava 'Navajeni na šok' v Ljudskem domu Šentvid v Ljubljani doživi svojo premiero. 5. oktobra skupina kot otvoritveni band nastopi na dogodku 24 hour Party People v Channel Zero-u, kjer se ji pri skladbi Čičke Račke (v živo odigrani prvič po letu 2000) pridružita nekdanja člana Dado Sheik in Tim Kostrevc, ki nato z bandom odigra še skladbo Roller-roller.
2013–2014. Takoj po novem letu člani pričnejo s snemanjem glasbe, ki kasneje izide kot soundtrack za istoimensko predstavo 'Navajeni na šok'. Medtem redno igrajo tako v obeh predstavah s ŠODR teatrom kot tudi samostojne koncerte. Leto 2013 močno zaznamuje 20. obletnica nastanka benda, ob tej priložnosti se na nekaterih koncertih na odru začnejo pojavljati tudi nekdanji člani skupine (Jure Pohleven, Tomislav Demšer, Tim Kostrevc & Dado Sheik). Jure Pohleven se tekom leta postopoma prelevi v stalnega člana. Leta 2014 skupina večinoma koncertira po Sloveniji in tujini (Avstrija, Slovaška, Češka) in igra s predstavo 'Navajeni na Šok'. Zadnji koncert pred začasnim nenastopanjem skupina odigra 24. oktobra v Škofji Loki, hkrati je to tudi zadnji koncert v inkarnaciji Mihajlović-Zavašnik-Dekleva-Gantar-Pohleven. Sledi koncertni predah in vnovična transformacija skupine; Peter Dekleva jo zapusti, vrne se Tim Kostrevc.

### 15~18in odhod Gantarja, Mihajlovića in razpust skupine (2015–22)
2015–2018. Skupina na vajah išče bodoči glasbeni izraz in to počne izključno z improvizacijami. Preostali čas člani izkoriščajo za aktivnejša udejstvovanja v drugih glasbenih kolektivih, njih koncertih in/ali izdajah; Andrej Zavašnik in Jure Pohleven koncertirata in izdata prvenec skupine Jardier, Gašper Gantar koncertira z Red Five Point Star in The Toasters, Tim Kostrevc s skupino Kamerad Krivatoff Arhivirano 2016-02-16 na Wayback Machine. izda prvenec About Time. Decembra 2015 skupina v tridnevnem sessionu sproducira material, ki ga v naslednjem letu in pol analizira, rekonstruira, zvadi in posname, ter decembra 2018 izda na dvojni vinilni izdaji 15~18. Ploščo miksa dolgoletni sodelavec skupine Julij Zornik. Po snemanju skupino zapusti Gašper Gantar, po izdaji plošče pa Vlado Mihajlović. Srečna mladina v tem obdobju ne koncertira. 
2019–2022. Po novem trio v teh letih eksperimentira na novem materialu. V novembru 2021 skupina prispeva glasbo za predstavo 'Kakor spodaj, tako zgoraj' režiserke Kristine Aleksove. Januarja 2022 se skupina samorazpusti. 

## Časovnica
Gosti:
Mario Babojelić: klavir na Eko Alter (Sava) 

Eda Kumer: klaviature na promociji plošče Eko Alter (Sava) 

Darja Klančar: vokal na Đa Balkan Rasa (Tenstan krumpir je še vedno kul, Đa Balkan Rasa, Majoneza) 

Špela, Neža in Špela - trio violinistk: violine na Srečna mladina. (Khrshtchen prashichek) 

ph@0.D: violin remix na Srečna mladina. (Khrshtchen prashichek)

Igor Jovo Brvar: shaker na Srečna mladina. (Majstore, Svet št. 505, Hawaii Fun MiXXX)

Žare Pak: programming na Srečna mladina. (Pop Muzik)

Vanja Milinković: gostujoči vokal na Srečna mladina. (Hawaii Fun MiXXX) 

Lara Šiljevinac: gostujoči vokal na Trnfestu 31.7.2002 (Hawaii Fun MiXXX) 

Nataša Muševič: gostujoči vokal na Srečna mladina. in na koncertu v Hali Tivoli 22.2.2003 (Hawaii Fun MiXXX) 

Gašper Gradišek: tolkala na Srečna mladina.; tolkala na koncertih v letu 2004

Bojan Zupančič: saksofon na Izštekanih (14.2.2003) 

Cene Resnik: saksofon na Izštekanih (14.2.2003)

Primitive Bastards: gosti na Velikem koncertu v Mediaparku (15.10.2004), na plošči 10. letnik in Listen to Srečna mladina

Aleksander Pešut alias Schatzi: tolkala na Ortofestu (8.4.2004)

Sašo Pušnik: tolkala na koncertih (2004), tolkala na Izštekanih (14.2.2003) 

Grant Austin: dude na Listen to Srečna mladina ([tišina])

Jani Mujić - tonski tehnik na koncertih (2001–2005) 

Matej Gobec - tonski tehnik na nekaterih koncertih (2007) 

Boško Bursać Boban - tonski tehnik na koncertih (2005–2014)

Marek Fakuč - tolkala na plošči 15~18 (Comadia sp.)

## Diskografija

### Samostojne plošče
| Leto | Album                              | Založba      | Opombe                                  | Datum       |
| ---- | ---------------------------------- | ------------ | --------------------------------------- | ----------- |
| 1996 | Tenstan krompir je kul (Eko Alter) | samozaložba  | kaseta                                  | 27. 1. 1996 |
| 1998 | Đa Balkan rasa                     | Nika         |                                         | 27. 2. 1998 |
| 2002 | Srečna mladina.                    | samozaložba  |                                         | 9. 5. 2002  |
| 2004 | 10. letnik                         | Streetz100   | EP + dokumentarni film o Srečni mladini | 28. 6. 2004 |
| 2005 | Listen to Srečna mladina           | Obsešn       | cd + dvd / sountrack za skate film      | 16. 4. 2005 |
| 2010 | ... pa srečno v prihodnosti!       | Kapa Records |                                         | 25. 5. 2010 |
| 2013 | Navajeni na šok                    | samozaložba  | s ŠODR teatrom / glasba za predstavo    | 24. 9. 2013 |
| 2018 | 15~18                              | COMRADfilm   | vinil                                   | 7. 12. 2018 |

### Kompilacije
| Leto | Album                       | Založba             | Opombe               |
| ---- | --------------------------- | ------------------- | -------------------- |
| 1998 | Drž'te jih! To niso Niet!!! | Vinilmanija Records | tribute album        |
| 2004 | Huda Frka                   | Frka                | izšlo z revijo Frka  |
| 2006 | 15 let v živo z gosti       | Dallas Records      | Big Foot Mama / 2 CD |
| 2006 | Pankrti 06                  | Kif-Kif             | tribute album        |
| 2006 | EuropaVox                   | EuropaVox           | francoska izdaja     |
| 2013 | Tribute to Pridigarji       | Front Rock          | tribute album        |

## Drugi mediji

### Filmi in predstave
- 2001 predstava Krsti pri Savici (Dejmo stisn't teater)
- 2004 glasbeni dokumentarec Srečna mladina (Benjamin produkcija)
- 2004 kratki film Seitaro - Sei (Benjamin produkcija)
- 2005 skate film Listen to Srečna mladina (Jaka Babnik)
- 2006 kratki film V avtu (Benjamin produkcija)
- 2007 kratki film Entre Potes (Benjamin produkcija)
- 2008 celovečerni film Pokrajina št. 2 (Vinko Möderndorfer)
- 2011 predstava To so gadi (ŠODR teater)
- 2012 rock kabaret Navajeni na šok (ŠODR teater), premiera 8. december 2012
- 2014 celovečerni film Zgodbe iz sekreta (Benjamin produkcija)
- 2015 dokumentarni skate film Deckument, od rolke do skejta (Multipraktik)
- 2020 dokumentarni film Mi nismo izgubljena generacija (OSM films), premiera 23.7.2020
- 2021 celovečerni film Pra*ica, slabšalni izraz za žensko (Tijana Zinajić), premiera 16.10.2021
- 2021 predstava Kakor spodaj tako zgoraj (Hupa Brajdič), premiera 14.11.2021

### Videospoti
- 2002 Pop Muzik (Tornado Entertainment)
- 2003 T.T.R, t.t.r., t.t.r (Ivian Kan Mujezinović)
- 2003 Roller-roller (Benjamin produkcija)
- 2005 Bob'Street (Benjamin produkcija)
- 2005 Humus Sapiens (Benjamin produkcija)
- 2010 Še ena snežna kepa (Benjamin produkcija)
- 2010 Ogledalo (Ana Fratnik in Andrej Zavašnik)
- 2011 Snežna kepa (Ana Fratnik in Andrej Zavašnik)
- 2013 Kdo smo (Katka Sušnik)
- 2018 Napovednik (Matej Kolmanko)
- 2018 Comadia sp. (Matej Kolmanko)
- 2019 Trampolin, infrastruktura (Matej Kolmanko)